# Парламентские выборы в Афганистане (2018)
Парламентские выборы в Афганистане 2018 года — третьи всеобщие выборы в бывший парламент Афганистана, которые состоялись по европейскому летоисчислению 20 октября 2018 года (по афганскому летоисчислению 28 октября 1937 года).

## История
Изначально выборы должны были проходить 15 октября 2016 года, однако они были перенесены на 7 июля 2018, а затем на 
20 октября 2018 года... На них были избраны члены нижней палаты «Дом народа» Национальной ассамблеи Афганистана, в которую входят 249 депутатов. Основные дебаты развернулись по вопросам реформирования избирательного закона страны. Основная часть депутатского корпуса не аффилирована с политическими партиями.
Хотя срок полномочий парламента Афганистана истёк 22 июня 2016 года, выборы были перенесены президентом Ашрафом Гани из соображений безопасности и нестабильной обстановки в стране.

## Результат выборов
По итогу выборов в состав нижней палаты Дома народов было избрано 249 депутатов. Большинство получили независимые депутаты. Также в палату прошли политические партии.
| Партии                                       | Лидер               | Мест |
| -------------------------------------------- | ------------------- | ---- |
| Независимые депутаты                         | —                   | 189  |
| Исламское общество Афганистана               | Салахуддин Раббани  | 23   |
| Партия исламского единства афганского народа | Мухаммад Мохакик    | 11   |
| Национальное исламское движение Афганистана  | Дустум, Абдул-Рашид | 10   |
| Республиканская партия Афганистана           | Себгатулла Санжар   | 9    |
| Исламская партия единства                    | Карим Халили        | 7    |